# Gli Uragani
Gli Uragani sono stati un gruppo musicale italiano di genere beat attivo principalmente durante gli anni sessanta.

## Storia del gruppo
Il gruppo venne formato a Mestre nel 1963 ispirandosi ai gruppi britanni beat e rhythm and blues inizialmente con il nome di "The Sharks" dai fratelli Luciano e Franco Carradori(rispettivamente voce e batteria) insieme ad altri amici studenti: Carlo Baso (chitarra solista), il cugino Erminio Baso (tastiere), Fabio Vio (chitarra) e Mario Zanetti (basso).
Dopo alcuni concerti nell'area di origine, nel 1965 parteciparono e vinsero il concorso "La Pennetta d’Oro" e poi debuttarono al Piper Club di Roma nel 1965, ottenendo poco dopo un contratto con la casa discografica Carisch pubblicando nel 1966 il loro primo singolo, Con quella voce/Questa è la mia vita, seguito poco dopo dal secondo, Giusto o no/Vuoi arrivare su. Partecipano lo stesso anno a Milano al primo Raduno Internazionale della Musica Beat con altri gruppi italiani del periodo.
Nel 1967 pubblicano il singolo Mary Anna/Lei e, nel 1968, Al primo che dirà/La città è vicina. Il brano Questa è la mia vita riscosse un certo successo radiofonico, in particolare nei programmi Bandiera gialla e Per voi giovani.
Nel 1972, a seguito anche di alcune defezioni a causa del servizio di leva obbligatorio, il gruppo si sciolse. Ritornò attivo a metà degli anni novanta grazie al revival del genere beat per una serie di concerti.
Nel 1995 è stata pubblicata la compilation Discografia Completa.

## Formazione
Periodo anni sessanta/settanta
- Luciano Carradori - voce
- Franco Carradori - batteria
- Carlo Baso poi Silvano Bertaggia - chitarra
- Erminio Baso - tastiere
- Fabio Vio - chitarra
- Mario Zanetti - basso

Periodo anni novanta
- Mario Zanetti - chitarra, basso e voce
- Dario Rigato - chitarra,voce
- Gianni Da Re - chitarra e voce
- Enzo Ponchiroli - tastiera e voce
- Paolo Vianello - batteria

## Discografia
EP
- 1966 - Gira... Gira.../Con quella voce/L'amore non è amore senza te/Giusto o no  (split con Peppino Di Capri e i suoi Rockers)

Singoli
- 1966 - Con quella voce/Questa è la mia vita
- 1966 - Giusto o no/Vuoi arrivare su
- 1967 - Mary Anna/Lei
- 1968 - La città è vicina/Al primo che dirà

Raccolte
- 1995 - Discografia Completa